# Филип Јуричић
Филип Јуричић (Загреб, 18. април 1981) је хрватски позоришни, телевизијски и филмски глумац.

## Биографија
Након завршене глумачке академије у Загребу, посветио се позоришним представама, а потом и телевизији. Регионалној јавности најпознатији је по улози фудбалера Марка Марушића у хрватској теленовели, Љубав у залеђу, где су му партнерке биле Ива Висковић и Јелена Вељача. Тренутно наступа у представи Театра Егзит, заједно са глумцем  Амаром Буквићем, "Како мислиш мене нема?".
Познат је по улогама у разним хрватским теленовелама попут Тајни, На граници и Лариног избора. Играо је лик Петра Малбаше у првој сезони српске хумористичке теленовеле Тате, али је серију напустио због већ потписаног уговора за серију "Богу иза ногу" у Хрватској, незнајући да ће уследити пауза у снимању од три месеца због пандемије коронавируса између марта и јуна месеца. Глумац је такође имао и обавеза у позоришту.
Од априла 2014. године стално је запослен у позоришту "Комедија" у Загребу. У емотивној вези је са Ником Доганом, са којом је добио сина Лава. Из везе са Матеом Рошчић има старијег сина Јана.  Његов отац је Перо Јуричић, такође глумац.

## Филмографија
| Год.          | Назив                         | Улога                  |
| ------------- | ----------------------------- | ---------------------- |
| 2003.         | Ту                            | Продавац               |
| 2004.         | Секс, пиће и крвопролиће      |                        |
| 2005.         | Кад звони?                    | Дудо                   |
| 2005-2006.    | Љубав у залеђу                | Марко Марушић          |
| 2006.         | Наша мала клиника             | адвокат                |
| 2006.         | У тишини                      | Томица                 |
| 2007.         | Заувијек сусједи              | Зоран                  |
| 2008.         | Закон љубави                  | Домагој Ребац          |
| 2009.         | База Дједа Мраза              | Тед Враз               |
| 2010.         | Стипе у гостима               | инструктор             |
| 2010.         |                               | Даниел                 |
| 2011-2013.    | Ларин избор                   | Динко Билић            |
| 2012.         | Ларин избор - Изгубљени принц | Динко Билић            |
| 2012.         |                               | Иван                   |
| 2013-2014.    | Тајне                         | Никола Шепер           |
| 2014-2015.    | Ватре ивањске                 | Андрија Турина         |
| 2016-2017.    | Права жена                    | Никола Богдан          |
| 2018.         | Чиста љубав                   | Маркус Пашалић         |
| 2018 - 2019.  | На граници                    | Марко Ласић            |
| 2020.         | Тате                          | Петар Малбаша          |
| 2021.         | Зборница                      | Никола                 |
| 2021. - 2023. | Богу иза ногу                 | Ђуро Јањић             |
| 2022.         | Метрополитанци                | фра Миховил            |
| 2023.         | Облак у служби закона         | Давор Котарац          |
| 2023.         | Мркомир Први                  | Рођин кум              |
| 2023. - 2024. | Сан снова                     | Горан Курајић 'Кураја' |
| 2023.         | Кумови                        | Ален Лончарић          |
| 2024. -       | У добру и злу                 | Вељко Срића            |

## Реферебце
1. ↑  „Архивирана копија”. Архивирано из оригинала 30. 01. 2024. г. Приступљено 30. 01. 2024.